# Les Manants du roi (film)
Pour le recueil de nouvelles de 1938, voir Les Manants du roi.
Pour plus de détails, voir Fiche technique et Distribution.
Les Manants du roi : Vendée 1793-1796 est une docufiction française, conçue par Patrick Buisson et réalisée en 2018 par Guillaume Laidet, avec des textes de Michel Chamard. 
Le film traite de la guerre de Vendée. Il alterne entre les témoignages de personnages des deux camps et des extraits de longs-métrages, comme Les Mariés de l'an II ou Le Dialogue des carmélites, illustrant leur propos. 

## Genèse
À la fin de l'année 2017, Patrick Buisson publie La Grande Histoire des guerres de Vendée. Face au succès de cet ouvrage[réf. nécessaire], il concrétise son projet cinématographique : réaliser un nouveau film, Les Manants du Roi, coproduit par la chaîne Histoire, dont il est le directeur général, et la société Erealprod. Le titre du film fait ouvertement référence à l'ouvrage éponyme de Jean de La Varende.
À l'occasion de la sortie du film, Patrick Buisson explique : « Cette histoire me touche depuis que j'ai l'âge de 16 ans, dans les années 1960. Je venais passer mes vacances en Vendée. Un jour, je suis parti sur ma Mobylette avec le guide rouge de l'abbé Billaud pour voir tous les lieux de la mémoire des guerres de Vendée, de Legé à Fonteclause, du château de la Durbelière à Belleville-sur-Vie ».

## Description

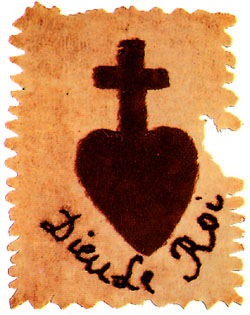
Le Sacré-Cœur, arboré par les insurgés vendéens.

Pour Patrick Buisson, « ce film restitue une vérité humaine à travers six personnages qui sont les narrateurs des guerres de Vendée. Dans ce casting constitué d'un bourgeois acquéreur de biens nationaux, un représentant de la Convention en mission, un officier de l'armée républicaine, une amazone de Charette, un prêtre réfractaire et un paysan, on a essayé d'ouvrir le plus large possible la palette des comportements et des nuances ».
Pour Blaise de Chabalier, du Figaro, « c'est un hommage aux combattants en révolte des guerres de Vendées que signe Patrick Buisson dans son nouveau film [...], [dans lequel] il donne la parole aux représentants des deux camps. […] Le combat des Vendéens [y] apparaît d'abord et avant tout comme celui du peuple. Une population qui se soulève pour s’opposer à un nouveau pouvoir qui entend le couper de sa culture et de sa foi catholique ». Le journaliste conclut : « [Les] tueries inouïes apparaissent clairement comme un génocide, dans ce film riche et précis qui sait aussi laisser la place aux nuances ».
Pierre Ancery, de Télérama, regrette que les récits des six personnages n'aient pas été « mis en perspective par un commentaire historique ». Ces récits « s'enchaînent pendant une heure et demie sans qu’à aucun moment on nous explique les tenants et les aboutissants de l’affrontement ». D’après ce critique, les témoignages sont surjoués.
Philippe Barthelet, dans Valeurs Actuelles, commente la construction du scénario autour de six personnages fictifs en soulignant que « Patrick Buisson s'est donné là une liberté qui est créatrice ; non pas à l'égard de la vérité, mais à son service, en inventant six personnages qui sont autant de points de vue sur les événements ».

## Sortie
Le film est projeté en avant-première aux Sables-d'Olonne le 21 juin 2018, puis au Grand Rex, à Paris, le 28 juin.
Il est diffusé pour la première fois à la télévision le mercredi 4 juillet 2018, en première partie de soirée, sur la chaîne Histoire. Durant tout l'été 2018, le film est ensuite présenté dans les salles de cinéma de Vendée.

## Distribution

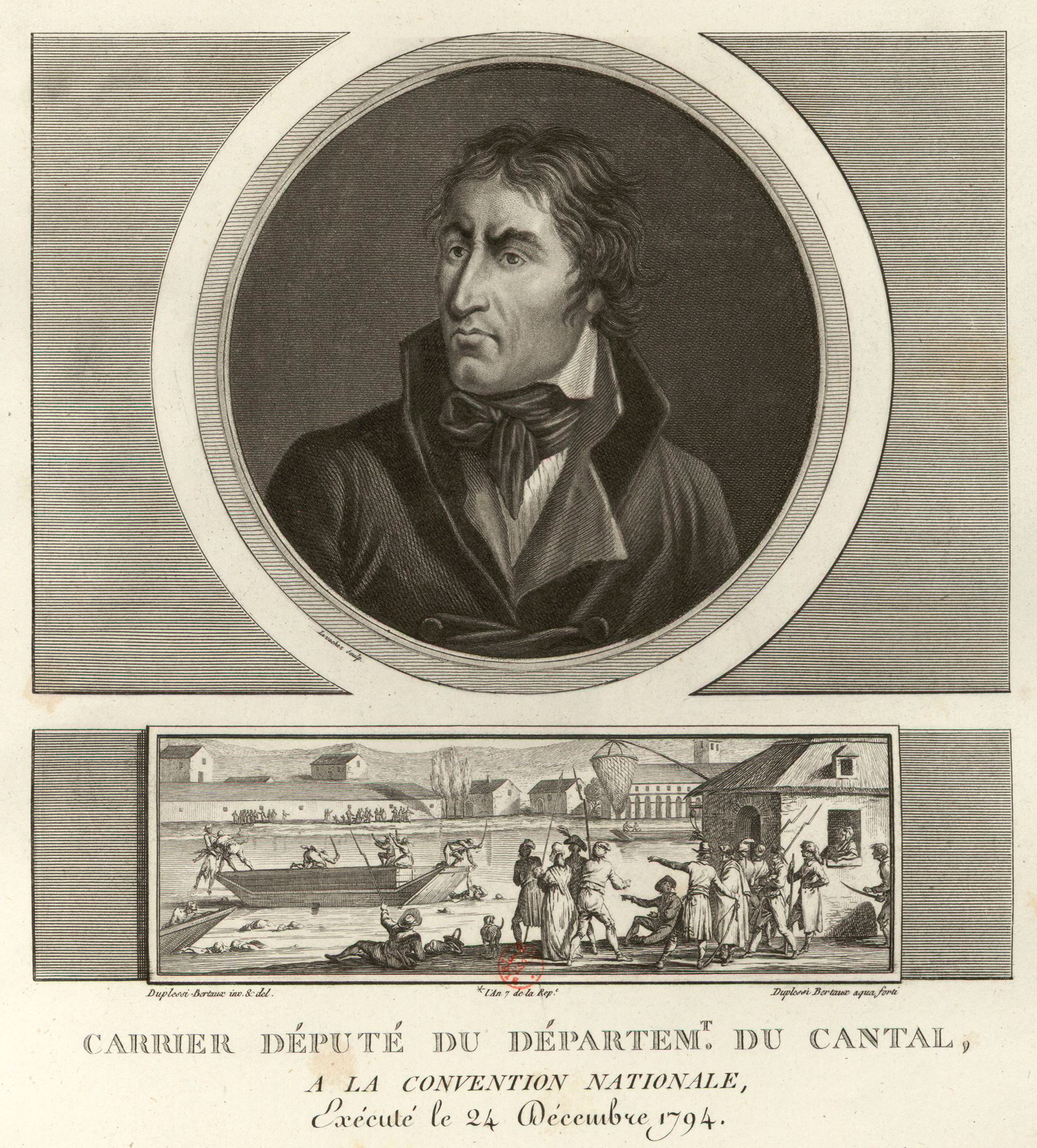
Jean-Baptiste Carrier, qui a inspiré le personnage de Carré de Longwy.

- Jean « la Hulotte » : Stanislas de La Tousche
- Abbé Vincent Huguet : Alain Pochet
- Céleste de Boismé : Delphine Depardieu
- Carré de Longwy : Jean-Louis Cassarino
- Percier de Fontaine : Jean-Pierre Leroux
- Capitaine Sauvage : Guillaume Tagnati